# Lepidotrigla kanagashira
Lepidotrigla kanagashira är en fiskart som beskrevs av Kamohara, 1936. Lepidotrigla kanagashira ingår i släktet Lepidotrigla och familjen knotfiskar. Inga underarter finns listade i Catalogue of Life.